# 스헤베닝겐 해전
스헤베닝언 해전(영어: Battle of Scheveningen)은 제1차 영국-네덜란드 전쟁의 마지막 해전이었다. 이 전투는 1653년 7월 31일 잉글랜드 공화국과 네덜란드 공화국의 함대 사이에 벌어졌다. 이 전투에서 네덜란드 함대는 막대한 손실을 입었다.

## 배경
1653년 6월 가바드 해전에서 승리한 후, 해군 장군 조지 몽크가 기함 레졸루션을 이끌고 120척의 함대로 네덜란드 해안을 봉쇄하여 많은 상선을 나포했다. 네덜란드 경제는 대규모 실업과 심각한 경기 침체를 겪으며 붕괴하기 시작했다. 7월 24일, 네덜란드 해군 중장 마르턴 트롬프는 브레더로더를 포함한 100척의 함대를 이끌고 텍셀 섬의 봉쇄를 풀기 위해 출항했는데, 그곳에서는 부제독 비터 더 비트의 27척의 함선이 영국군에 의해 봉쇄되어 있었다. 5일 후, 영국군은 트롬프를 발견하고 남쪽으로 추격하여 어둠이 내리기 전에 네덜란드 함선 두 척을 침몰시켰지만, 더 비트가 빠져나가 다음 날 테르 헤이더라는 작은 마을 바로 옆 스헤베닝언 해상에서 트롬프와 합류할 수 있었다. 이는 트롬프가 기발한 기동으로 영국 함대 북쪽에 자리 잡은 덕분이었다.

## 전투
7월 30일과 밤새 거센 바람이 불어 양측 함대 모두 잠시 멈췄다. 7월 31일 오전 7시경, 네덜란드군은 날씨의 이점을 얻어 브레더로더의 선두로 공격했다. 함대는 서로를 네 번이나 통과했다. 트롬프는 전투 초반 윌리엄 펜 경의 함선 삭구에 있던 저격수에게 사살당했다. 그의 죽음은 네덜란드군의 사기를 유지하기 위해 비밀로 지켜졌지만, 오후 늦게까지 네덜란드 함선 중 12척이 침몰하거나 나포되었고, 많은 함선이 전투를 계속하기에는 너무 손상되었다. 결국 사기가 무너지고 상선 선장들의 지휘 아래 대규모 함선 그룹이 북쪽으로 도망쳤다. 더 비트는 그들의 도주를 막으려 했지만, 텍셀 섬으로의 후퇴를 엄호하는 데 그쳐야 했다. 영국 함대도 심하게 손상되었고, 많은 부상자들이 시급한 치료를 필요로 하여 재정비를 위해 항구로 돌아갔고 봉쇄를 유지할 수 없었다.

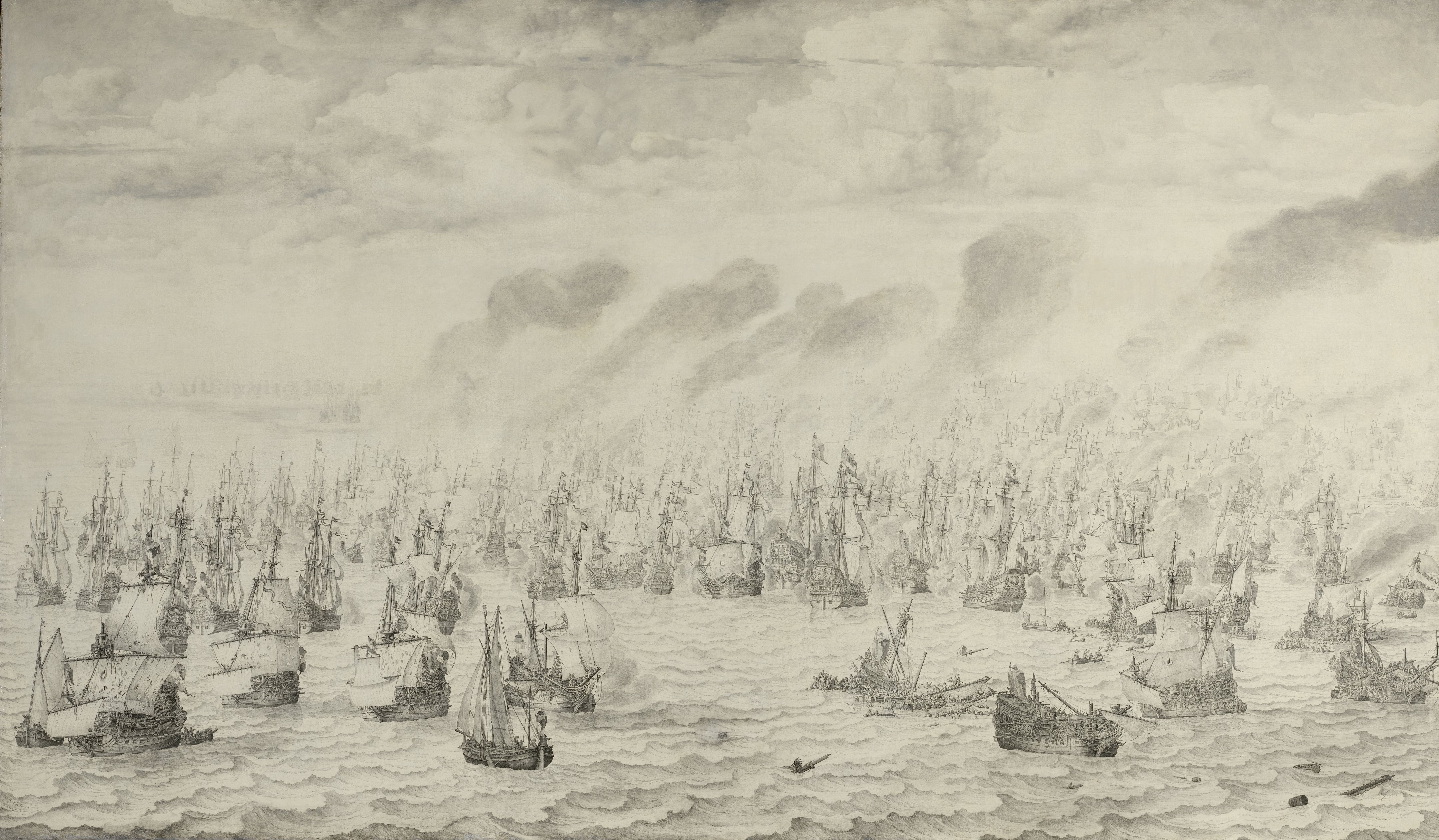
테르 헤이더 해전, 1653년 8월 10일: 빌럼 판 더 벨더 더 아우더의 제1차 영국-네덜란드 전쟁(1652–54) 삽화
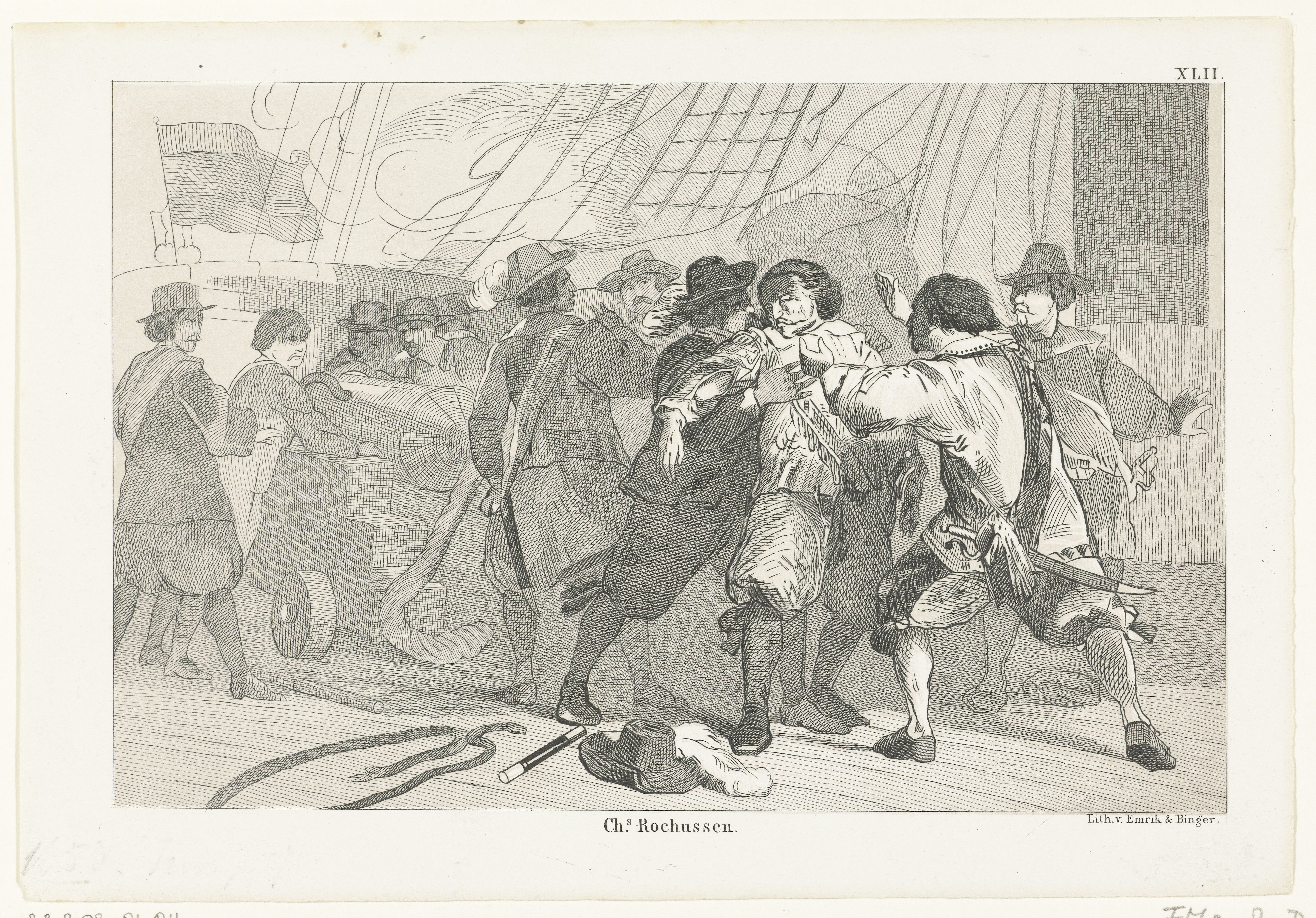
트롬프의 죽음

## 전투의 여파
양측 모두 승리를 주장했다. 영국은 전술적 우위를 내세웠고, 네덜란드는 공격의 전략적 목표인 봉쇄 해제를 달성했기 때문이라고 주장했다. 그러나 트롬프의 죽음은 네덜란드에 심각한 타격이었다. 이제 영국을 이길 수 있다고 기대하는 사람은 거의 없었다. 오랑주파는 정치적 영향력을 잃었고 대연금관 요한 더빗은 유아 윌리엄 3세가 스타트허우더가 되지 않을 것이라는 공식적인 조약 보증을 올리버 크롬웰에게 기꺼이 제공하여 네덜란드를 왕정복고의 거점으로 삼았다. 평화 협상은 진지하게 시작되어 1654년 웨스트민스터 조약으로 이어졌다.
네덜란드 함대에 가해진 피해는 사실상 제1차 전쟁을 종결시켰다.

## 내용주
1. ↑  테르 헤이더 해전으로도 알려져 있다.
2. ↑  그레고리력으로는 8월 10일이다. 이 시기 영국 역사에서는 보통 율리우스력으로 날짜를 기록했고, 네덜란드에서는 그레고리력으로 기록했다. 이 문서의 날짜는 율리우스력을 따르며, 연도 시작은 1월 1일로 조정되었다.(구력과 신력 참조).